# Catillaria franciscana
Catillaria franciscana är en lavart som först beskrevs av Edward Tuckerman, och fick sitt nu gällande namn av Herre. Catillaria franciscana ingår i släktet Catillaria och familjen Catillariaceae.   Inga underarter finns listade i Catalogue of Life.